# Mura di Montorsaio
Le mura di Montorsaio costituiscono il sistema difensivo del borgo di Montorsaio del comune di Campagnatico, nella provincia di Grosseto, in Toscana.

## Storia
Il centro di Montorsaio fu dotato in epoca medievale di una doppia cinta muraria. La cinta muraria interna fu realizzata nel corso del XII secolo a protezione del primordiale insediamento castellano, inizialmente appartenuto a famiglie locali, prima di essere ceduto agli Ardengheschi. La conseguente espansione del borgo al di fuori della primitiva cerchia muraria, determinò la necessità di racchiudere i nuovi edifici abitativi e l'intero centro abitato con una seconda cinta muraria, che fu costruita nel XIII secolo a protezione dell'intero borgo. Nello stesso secolo fu ricostruita anche la rocca, che divenne in seguito il Cassero Senese di Montorsaio.
Il dominio della Repubblica di Siena tra il XIV e la metà del XVI secolo, e il successivo passaggio del centro nel Granducato di Toscana, non portarono a nuovi interventi sulle preesistenti strutture murarie difensive, che di fatto iniziarono a perdere le originarie funzioni a cui erano originariamente adibite.

## Descrizione
Le mura di Montorsaio presentano la cinta muraria interna completamente incorporata nelle pareti esterne degli edifici situati attorno a piazza della Cisterna, ove si affaccia il Cassero Senese profondamente modificato.
La cerchia muraria esterna si sviluppa attorno al borgo, racchiudendolo sia con alcuni tratti di cortina muraria rimasta intatta che con le pareti esterne di edifici abitativi che nel corso dei secoli sono venute a trovarsi addossate all'originario circuito perimetrale esterno.
I tratti di mura che si sono conservati intatti presentano l'originario paramento in filarotto; l'accesso al borgo era possibile attraverso una porta che si apriva lungo la cinta muraria esterne, della quale si è conservato soltanto lo stipite.
L'area dell'insediamento castellano che include il cassero, racchiusa ancora parzialmente dalla cinta muraria interna, è accessibile dal lato meridionale attraverso una porta che si apre lungo i resti della più antica cerchia difensiva.